# Forstwolfersdorf
Forstwolfersdorf ist ein Ortsteil der Gemeinde Harth-Pöllnitz im Landkreis Greiz in Thüringen.

## Geographie
Forstwolfersdorf liegt als Teil des Thüringer Vogtlands im Süden der Verwaltungsgemeinde Harth-Pöllnitz im Tal der Auma.
In der Nähe führen die Bundesstraßen 175, 2 sowie die Autobahnen 4 und 9 vorbei.
Nächstgrößere Städte sind Weida und Gera im Osten bzw. Nordosten, Triptis und Auma im Westen bzw. Südwesten, Münchenbernsdorf und Hermsdorf im Norden sowie Schleiz und Zeulenroda im Süden.

## Geschichte
Der Ort wird als Wolframsdorf vor dem Forste 18. Oktober 1287 erstmals urkundlich erwähnt. Er war früher Pfarrsitz auch für die umliegenden Orte Uhlersdorf und die heute zur Verwaltungsgemeinschaft Auma-Weidatal gehörenden Wiebelsdorf, Pfersdorf und Wöhlsdorf.
1491 wurde ein Müller im Ort genannt, der wohl auch die Wassermühle betrieb. Sie war Mahl- und Schneidemühle und hatte im Laufe der Zeit andere Eigentümer. 1952 ereignete sich ein schwerer Unfall. Beim Wechseln eines Turbinenrohres, erhielt der Besitzer eine tödliche Kopfverletzung. Der Nachfolger führte die Mühle  nach erfolgter Qualifizierung noch bis 1960 erfolgreich. Gesundheitsprobleme und die Umgestaltung der Landwirtschaft in der DDR bedingten das Ende des Mühlenbetriebs.
Zum 9. April 1994 wurde die einst selbständige Gemeinde in die Gemeinde Pöllnitz eingegliedert. Zum 21. Dezember 1995 erfolgte die Umgliederung in die Gemeinde Harth-Pöllnitz.

## Sehenswürdigkeiten
- Eine zirka 900 Jahre alte romanische Kirche mit Apsis am Friedhof.
- Orgel von Johann Gottlob Trampeli aus dem Jahre 1775 in der Dorfkirche.